# Якуша Вікторія Валеріївна
Вікторія Валеріївна Якуша — українська архітекторка, дизайнерка та художниця, засновниця архітектурної студії YAKUSHA та бренду меблів, декору та освітлення FAINA. Роботи Якуші представлені на міжнародних виставках, таких як Design Miami у Маямі і Базелі, Collectible, Венеційській бієнале, Paris Design Week, Milan Design Week та інших заходах. Є автором стилю «Живий мінімалізм». У 2019 році Вікторія Якуша була визнана дизайнеркою року отримавши Elle Decoration Awards та отримала нагороду за Дизайн Року.
У 2024 році Вікторія Якуша увійшла до списку найвпливовіших жінок у сфері архітектури та дизайну у світі за версією видання Dezeen.

## Життєпис
Вікторія Якуша народилася в 1982 році у Дніпрі. Вона здобула архітектурну освіту в Придніпровській державній академії будівництва та архітектури за спеціальністю «архітектор будівель і споруд», та продовжила навчання в Національному інституті прикладних наук (фр. Institut national des sciences appliquées) у Франції.
В 2006 році заснувала міжнародну студію дизайну Yakusha, яке працює в галузі архітектури, дизайну інтер'єрів, дизайну продуктів та креативу.
В 2014 вона заснувала Faina, бренд з виробництва меблів та предметів декору ручної роботи з використанням традиційних українських ремесел та технологій з місцевих матеріалів, таких як глина, дерево та льон. Колекції включають меблі, декор, освітлення та аромати для дому, які випускаються двічі на рік і представлені в 44 країнах світу.
Вікторія Якуша розробила свій авторський матеріал, ZTISTA — повністю екологічну суміш целюлози, глини, волокон льону, дерев'яної стружки та біополімерного покриття. У 2018 році створила колекцію з цього матеріалу.
У 2019 році в Києві Вікторія відкрила Ya Vsesvit — простір для художників, який об'єднує студію, шоурум Faina та лекційну аудиторію для заходів. У 2020 році архітекторка також відкрила шоурум Faina House в Брюсселі (Бельгія). Обидва виставкових зали мають постійну експозицію робіт Якуші.
Вона стала членкинею журі конкурсу Dezeen Awards 2020, де оцінювала роботи в категорії «інтер'єрний дизайн».
У 2021 році Якуша відкрила FAINA Gallery of Ukrainian design в Антверпені (Бельгія). Її бренд FAINA здобув нагороду «Best Emerging Design Studio» від Dezeen Awards Public Vote. Цього ж року вона отримала премію Dezeen Awards — Best Restaraunt за дизайн ресторану Їстетика у Києві.
У 2022 її експозиція «Ступаючи на українську Землю» отримав нагороду за найкращу презентацію на Design Miami/Basel.
У 2023 році Якуша представила колекцію The Land Of Light у США на глобальному форумі Miami Design 2023 створену під час повномасштабної війни.
Якуша також надає лекції та виступає експертом для видань та медіа.

## Збереження ремесел
Вікторія Якуша займається збереженням української культурної спадщини та відтворенням її в сучасному дизайні. Колекції її бренду випускаються у співпраці з місцевими ремісниками, чиї ремесла перебувають під загрозою вимирання через відсутність інтересу та низьку прибутковість. При створенні колекції «The Land of Light» вона надихалася давнім українським ремеслом валкування — техніка, що здавна використовувалась в оздобленні стін. Її гобелен "Земля", представлений на London Design Biennale був створений у співпраці з Карпатськими майстрами ліжникарства.

## Громадська діяльність
З 2014 року Вікторія Якуша просуває український дизайн у світі. Її творчість зосереджена на етнічному корінні. У 2018—2019 роках Якуша організувала серію дизайн-експедицій під назвою «Земля надихає». П'ятиденні поїздки включали вивчення місцевих українських ремесел, таких як ткацтво, гончарство та деревообробка у віддалених регіонах країни групою дизайнерів і журналістів.
У 2022 році студія Якуші приєдналася до програми відновлення міст, що постраждали в наслідок вторгнення РФ в Україну, розробивши концепцію розвитку та реконструкції Чернігова.
Вікторія Якуша також представила концепцію комплексу музею Марії Примаченко під назвою «Шлях Марії». Цей концепт був представлений на виставці робіт художниці у Saatchi Gallery в Лондоні та в Українському домі у вересні 2022 року.

## Нагороди
- 2012 — International Architectural Awards (Переможець у категорії «Residential interior»)[52]
- 2015 — Interyear (Переможець у категорії дизайну інтер'єрів)[53]
- 2015 — Best Home Design List, Німеччина (Cube House)[53]
- 2018 — Інтер'єр року, Україна (Переможець у категорії «Офіс» за проєкт Ya Vsevsit)
- 2018 — Нагорода «Інтер'єр року» (Спеціальна премія за стілець ZTISTA)
- 2019 — Artspace Award (Кращий дизайн інтер'єру офісів і культурних просторів)[54]
- 2019 — DEZEEN AWARDS (У списку найкращих інтер'єрів невеликого робочого простору року)[54]
- 2021 — DEZEEN AWARDS (Кращий інтер'єр у категорії Бари та Ресторани)[55]
- 2022 — Design Miami/Basel (Найкраща куріозна виставка року, за FAINA Gallery)[4]

## Виставки
- 2020 — Stockholm Design Week, Стокгольм[20]
- 2022 — Designblok, Собор святого Габріеля, Прага[16]
- 2022 — Design Miami/Basel, Маямі[19]

## Особисте життя
Заміжня, має 4 дітей.